# Озетт (озеро)
Озетт (англ. Ozette Lake, мака Kahouk — «велике озеро») — озеро у США, на північному заході штату Вашингтон. Є найбільшим природним озером у штаті Вашингтон, що не зазнало змін від діяльності людини. Входить до складу національного парку «Олімпік» (його прибережної ділянки). До середини 19 століття територія біля озера належала індіанцям мака. Площа озера становить 29,5 км², максимальна глибина — 101 м, довжина 13 км,
ширина 4,8 км. Поверхня озера — на висоті 8,8 м над рівнем моря. Найбільша річка, що впадає в озеро, — Біг-Рівер. На півночі озера бере початок річка Озетт, що впадає у Тихий океан. На озері Озетт є три острови: Тіволі, Гарден-Айленд і Бейбі-Айленд. Об'єкт контрольованого туризму. Для подорожей уздовж узбережжя Озетт цілий рік потрібні дозволи.
Водяться 13 видів риб. В систему Озетте, що включає в себе річку Озетт, озеро Озетте і озерні притоки, можуть пройти риби роду тихоокеанський лосось, такі як нерка, чавича, кижуч, кета. :14
В 1897 році озеро і територія навколо нього були включені до складу лісового заповідника Олімпік. У 1940 році смуга узбережжя і район Озетт були включені до Національного парку Олімпік.
На початку 1890-х років близько 130 сімей проживало біля озера Озетт. У сільському поселенні були школи, пошта, крамниці та церква. У цьому віддаленому кінці країни жилося важко. Коли в 1897 році ця територія була включена до складу лісового заповідника Олімпік, більшість поселенців виїхали. Друга хвиля поселенців прибула на початку 20 століття. Втім, і друге поселення згодом зникло, від нього залишилися лише залишки будинків.